# Avenida Libertador Bernardo O'Higgins (Talcahuano)
La Avenida Libertador Bernardo O'Higgins es una arteria vial principal de la ciudad de Talcahuano en Chile, cuyo nombre se debe al Libertador Bernardo O'Higgins.
La avenida Libertador Bernardo O'Higgins es un eje transversal que conecta Avenida Las Golondrinas con Autopista Concepción-Talcahuano y cruza ejes como Avenida Arteaga Alemparte, permitiendo la conectividad del sector Medio Camino y el Sector de Hualpencillo, con el resto de la intercomuna. Hay otra calle homónima en el sector El Arenal de la ciudad, con la que a menudo hay confusión en el envío de correo, pero que se ha solucionado con la introducción del Código Postal.

## Historia
Antiguamente era una calle con una longitud de aproximadamente 400 m, que nacía en Avenida Cristóbal Colón y pasaba por un costado de la antigua estación Los Perales. Entre 1986 y 1987, con la construcción del nudo trompeta con la Autopista Concepción-Talcahuano, y el mejoramiento y extensión de esta antigua calle, se convirtió en la ruta al sector industrial y al Puerto de San Vicente, descongestionando así la Avenida Cristóbal Colón del tráfico de camiones. Luego se ensanchó la avenida de dos carriles a cuatro carriles con un bandejón central, y finalmente se mejoró el cruce con Avenida Cristóbal Colón, la vía férrea y Avenida Arteaga Alemparte, con la construcción del Paso Superior Las Golondrinas, finalizado en 2004. Desde 2004, además es límite de las comunas de Talcahuano y Hualpén.

## Ubicación
La avenida se origina en la Avenida Cristóbal Colón (altura número 0), en el Nuevo Paso Superior Las Golondrinas. Luego cruza la vía férrea y Calle Arteaga Alemparte, pasando por un lado de la Sede Rey Balduino de Bélgica de la Universidad Técnica Federico Santa María. Llega al Sector de la Autopista Concepción-Talcahuano en donde se cruza con ella, a través del nudo tipo Trompeta, el cual, entre 2005 y 2006, ha experimentado un mejoramiento, con una conexión a Brisas del Sol y un aumento en su número de carriles. En este cruce posee, algunas esculturas Talcahuano a los Premios Nobel y Padre y un mosaico.

## Prolongaciones
- En el noroeste:
  - Avenida Las Golondrinas.
- En el sureste:
  - Autopista Concepción-Talcahuano o Ruta 154.

## Puntos relevantes
Dentro de su trazado, la Avenida Libertador Bernardo O'Higgins pasa por los siguientes puntos relevantes dentro de la intercomuna:
- Bioestación Universidad Técnica Federico Santa María.
- Universidad Técnica Federico Santa María, Sede Rey Balduino de Bélgica.
- Parque Industrial Las Arucas
- Autopista Concepción-Talcahuano o Ruta 154.
- Ingreso a Brisa del Sol.

- Datos: Q5713844